# توپ‌آغاج (هشترود)
توپ اغاج یکی از روستاهای استان آذربایجان شرقی است که در دهستان قرانقو بخش نظرکهریزی شهرستان هشترود واقع شده‌است. توپ آغاج ۵۰۰نفرجمعیت و حدود ۱۰۳ خانوار است از زیباترین روستاهای هشترود به‌شمار می‌آید.توپ آغاج با روستاهای آتش‌بیگ ،صومعه علیا(مراغه)،بسیط وایلخچی همسایه است.